# Weil, Gotshal & Manges
Weil, Gotshal & Manges è uno studio legale internazionale statunitense con più di 1 000 avvocati, con sede nel General Motors Building di New York e uffici tra Nord America, Europa e Asia.
Fa parte del prestigioso gruppo di studi legali internazionali componenti la categoria Global Elite secondo la rivista specialistica The Lawyer.

## Storia
L'azienda venne fondata a New York nel 1931 da Frank Weil, Sylvan Gotshal e Horace Manges, e dal 1968 ha sede nel grattacielo della General Motors, affacciato su Central Park, nel quartiere di Manhattan.
In seguito alla sua fondazione l'azienda crebbe costantemente nei decenni successivi, annoverando clienti come General Electric e General Motors, e diventando uno dei più grandi studi legali degli Stati Uniti. Nel 1975, l'azienda aprì un ufficio a Washington, D.C., il primo fuori da New York, cui fecero seguito negli anni '80 quelli a Miami, Houston e Dallas. Nel 1991, l'anno in cui Internet divenne pubblicamente disponibile, Weil fu il primo studio legale globale non californiano ad aprire un ufficio nella Silicon Valley, più precisamente a Redwood City, in California. Successivamente, l'azienda ha ulteriormente ampliato le sue practice, in particolare nella finanza non contenziosa e nel private equity.
La caduta del muro di Berlino nel 1989 e la conseguente transizione dei paesi dell'Europa centrale e orientale verso economie di mercato spinse lo studio ad avviare la sua espansione internazionale, stabilendo uffici a Budapest, Praga e Varsavia all'inizio degli anni '90. Nuove sedi vennero quindi inaugurate a Francoforte, Londra, Monaco di Baviera e Parigi. Nel XXI secolo, l'azienda ha aperto altri uffici a Dubai, Hong Kong, Pechino e Shanghai.